# 10-Питер
«10-Питер» (Юбилейный концерт Вячеслава Бутусова, 2011) — концертный-интернет релиз Вячеслава Бутусова и группы «Ю-Питер». В состав релиза входят:
1. концертный альбом «10-Питер»;[1][2]
2. концертное видео Юбилейный концерт Вячеслава Бутусова, 2011.

Также было проведено выступление в программе «Достояние республики», три трека которого вошли в альбом «10-Питер». В программе представлено 4 трека в оригинальном исполнении.
Отчасти релизы фактически являются трибьютами группе «Наутилус Помпилиус». Композиции заново исполнены Вячеславом Бутусовым и группой «Ю-Питер». Многие исполнены дуэтами: 14 треков альбома (1, 2, 5, 8, 12-21) из 21 входят в репертуар группы «Наутилус Помпилиус». В общей сложности на всех релизах представлено 19 новых исполнений песен группы. 4 трека в «Достоянии республики» (1, 7, 10 и 11) — оригинальные исполнения, представленные только в программе.

## История создания
«Большинству концертных записей не хватало „детонатора“ для дальнейшего движения, — рассказывает В. Бутусов, — а в этот концерт было вложено много сил и времени, в нём участвовали многие наши друзья — музыканты, актёры и художники. В результате он оказался достаточно насыщенным для того, чтобы стать настоящим событием и послужить основой для записи альбома».
Сокращённый вариант альбома был представлен на портале Kroogi.

## Список композиций альбома
| №  | Название              | Гости выступления                                                                   |
| -- | --------------------- | ----------------------------------------------------------------------------------- |
| 1  | Бриллиантовые дороги  | feat. Юлия Худякова                                                                 |
| 2  | Титаник               | feat. Андрей Макаревич (гитара)                                                     |
| 3  | Песня идущего домой   |                                                                                     |
| 4  | Девушка по городу     | feat. Ксения Бутусова                                                               |
| 5  | Прогулки по воде      | Дмитрий Ревякин, группа «Калинов Мост» и Олег Сакмаров                              |
| 6  | Негорькая слеза       | feat. Юлия Худякова                                                                 |
| 7  | Могилы младших сестер | feat. Юлия Худякова                                                                 |
| 8  | Казанова              | Сергей Галанин и группа «СерьГа»                                                    |
| 9  | Вселенская            | feat. Юлия Худякова                                                                 |
| 10 | Терновник             | feat. Анжелика Эстоева                                                              |
| 11 | Моя звезда            |                                                                                     |
| 12 | Крылья                | feat. Юлия Худякова                                                                 |
| 13 | Тутанхамон            | feat. Юлия Худякова, Максим Леонидов и Севара Назархан, Вадим Самойлов              |
| 14 | Дыхание               | feat. Юлия Худякова                                                                 |
| 15 | Скованные одной цепью | feat. Гарик Сукачёв                                                                 |
| 16 | Шар цвета хаки        | feat. Вадим Самойлов                                                                |
| 17 | Хлоп-хлоп             | feat. Вадим Самойлов                                                                |
| 18 | Прощальное письмо     | feat. Гарик Сукачёв, Сергей Галанин, Вадим Самойлов, Ксения Бутусова, Юлия Худякова |
| 19 | Взгляд с экрана       | feat. Александр Ф. Скляр                                                            |
| 20 | Синоптики             | feat. Диана Арбенина                                                                |
| 21 | Я хочу быть с тобой   | feat. Севара Назархан                                                               |

Вячеслав Бутусова и группа «Ю-Питер» приняли участиве в записи всех композиций, кроме 5 и 8.
14 треков альбома (1, 2, 5, 8, 12-21) из 21 входят в репертуар группы «Наутилус Помпилиус».
Юлия Худякова исполнила вокальные партии в 8 треках — 1, 6, 7, 9, 12, 13, 14 и 18.

## Юбилейный концерт Вячеслава Бутусова
Концерт прошёл 20 октября 2011 в концертном зале «Крокус Сити Холл», продолжительность концерта — полтора часа.
В. Бутусов о концерте — «..в творчестве все должно быть исключительно по наитию и без каких-либо корыстных целей. Сколько раз я ни пытался внушить себе и другим, что сейчас сделаю нечто восхитительное, — ничего не получалось. Такие вещи происходят сами по себе, то есть свыше».
Дочь В. Бутусова — Ксения Бутусова выступила ведущей концерта.
В концерте приняли участие актёры театра клоунады «Лицедеи», они выступили в треках альбома 15-18 (на концерте порядок незначительно изменён).
Треклист концерта в целом аналогичен альбому, есть следующие отличия:
- вместо «Взгляда с экрана» дуэтом с Александром Ф. Скляром исполнена песня «Моя звезда».
- незначительно изменён порядок песен;
- отсутствует трек 7 альбома «Могилы младших сестер» и треки 19-21.

Существует вторая версия концерта, снятая «Пятым каналом».

## Выступление в программе «Достояние республики»
21 октября 2011 Вячеслав Бутусов и группа «Ю-Питер» провели выступление в программе «Достояние республики». Выступление отличается привлечением ряда гостей:
| №  | Название                             | Гости выступления | Автор слов                         |
| -- | ------------------------------------ | --- | ---------------------------------- |
| 1  | Тутанхамон                           | feat. Максим Леонидов и Севара Назархан | Илья Кормильцев                    |
| 2  | Скованные одной цепью                | feat. Гарик Сукачёв | Илья Кормильцев                    |
| 3  | Взгляд с экрана                      | feat. Александр Ф. Скляр | Илья Кормильцев                    |
| 4  | Я хочу быть с тобой                  | feat. Севара Назархан | Илья Кормильцев                    |
| 5  | Казанова                             | feat. Сергей Галанин и группа «СерьГа» | Илья Кормильцев                    |
| 6  | Синоптики                            | feat. Диана Арбенина | Вячеслав Бутусов                   |
| 7  | Хлоп-хлоп                            | группа «Zdob și Zdub» | Вячеслав Бутусов                   |
| 8  | Девушка по городу                    | feat. Ксения Бутусова | Вячеслав Бутусов                   |
| 9  | Прогулки по воде                     | Дмитрий Ревякин, группа «Калинов Мост» и Олег Сакмаров | Илья Кормильцев                    |
| 10 | Шар цвета хаки                       | группа «ЧайФ» | Вячеслав Бутусов                   |
| 11 | Гуд-бай, Америка (Прощальное письмо) | Дмитрий Ревякин, Александр Ф. Скляр, Максим Леонидов Ксения Бутусова, Севара Назархан, Диана Арбенина, Сергей Галанин, Роман Ягупов и хор «Radio Classic Angels» | Вячеслав Бутусов и Дмитрий Умецкий |

Автор музыки всех композиций — В. Бутусов
Вячеслав Бутусов и группа «Ю-Питер» приняли участие во всех композициях, кроме 7, 9 и 10. Группа «Ю-Питер» не участвовала в пятой композиции.
Три записи выступления (3, 4 и 6) вошли в альбом «10-Питер» в качестве бонус треков 19-21.
Треки 1, 7, 10 и 11 — оригинальные исполнения, представленные только на передаче.

## Участники записи
| Группа Ю-Питер - Вячеслав Бутусов — вокал, гитара. - Юрий Каспарян — гитара. - Евгений Кулаков — ударные. - Алексей Андреев — бас-гитара, клавиши. Технический персонал - Режиссёр — Виктор Крамер - Медиа-мастер — Галина Музлова - Звук — Евгения Рогозина, Александр Литвиненко и Денис Титов - Оформление — Александр Коротич - Фото — Жанна Малая, Алексей Никишин и Александра Наветная | Администрация - Вячеслав Батогов — директор. - Константин Алексеев — администратор - Анастасия Рогожникова — пресс-атташе. Студии - «Добролёт»: Андрей Алякринский и Александр Докшин. - Проект Rock.Lab — Вадим Самойлов. - Мастеринг — Борис Истомин |

Благодарность от группы: Константин Эрнст, Юрий Аксюта и Ильдус Курмалеев.